# Goleștii de Sus
Goleștii de Sus – wieś w Rumunii, w okręgu Vrancea, w gminie Cotești. W 2011 roku liczyła 424
mieszkańców